# Hypotesen om effektiva marknader
Hypotesen om effektiva marknader (EMH) antar att finansiella marknader är effektiva, vilket innebär att priset på en tillgång återspeglar all tillgänglig information och att priset därmed är riktigt i den meningen att det återspeglar den kollektiva analysen hos alla investerare. Hypotesen säger därmed att det inte är möjligt att konsekvent vinna över marknaden genom att använda någon information som marknaden redan känner till, förutom möjligen genom insiderinformation. Operationellt delas EMH i tre grader; svag, halvstark och stark. 
Om marknaden är svagt effektiv är det inte möjligt att generera riskjusterad avkastning genom att använda historisk information, t.ex. genom teknisk analys. 
Om marknaden är halvstarkt effektiv är det inte möjligt att generera riskjusterad avkastning genom tillgång till offentlig information som delårsrapporter eller årsredovisningar. I så fall är marginalnyttan av fundamental analys noll. 
Är marknaden starkt informationseffektiv går det inte att generera riskjusterad överavkastning ens med insiderinformation. 
En mängd ekonomiska modeller antar att marknaden är effektiv, alltså att hypotesen om effektiva marknader är sann. Det finns flera studier som visar att marknaden inte är informationseffektiv. Avvikelser från informationseffektivitet benämns anomalier.